# Dean O’Banion

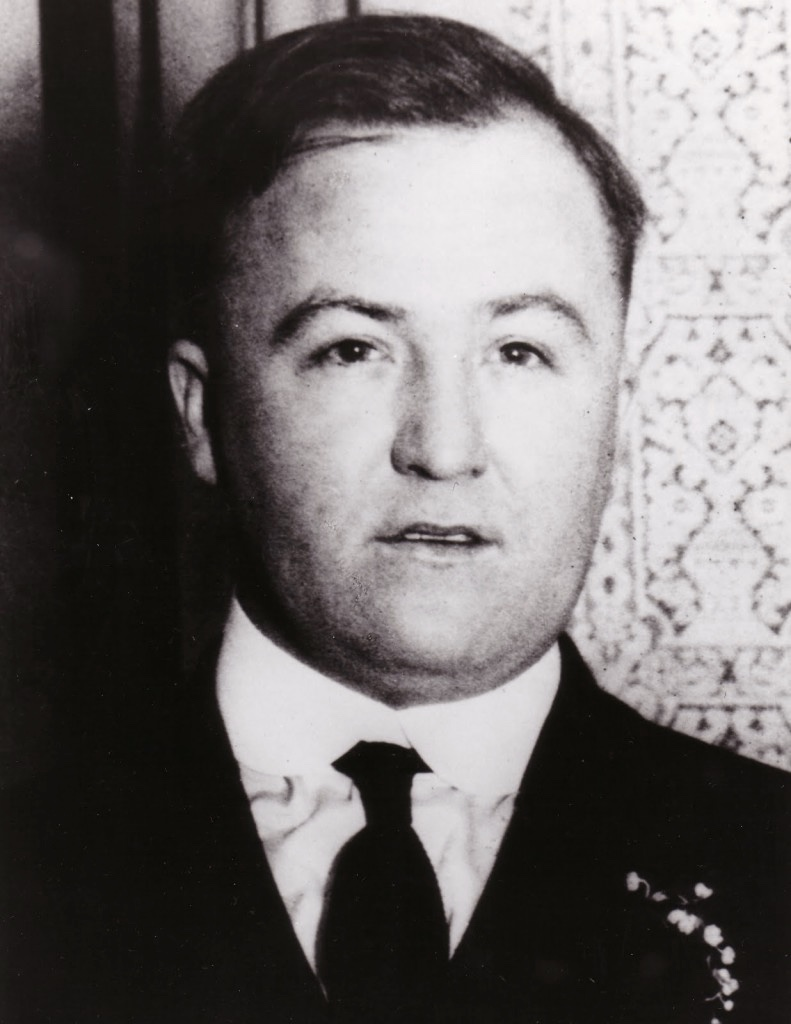
Dean O’Banion, 1921

Charles Dean O’Banion (* 8. Juli 1892, in Maroa, Illinois; † 10. November 1924 in Chicago) war ein US-amerikanischer Mobster und als Anführer der North Side Gang Rivale von Al Capone.

## Leben

### Kindheit und Jugend
Dean O’Banion war der Sohn von Charles, einem irisch-katholischen Farmer und Friseur. Obwohl er in der Kleinstadt Maroa geboren wurde und dort aufwuchs, gab sein Vater Charles später bei der Untersuchung nach seinem Tod die Stadt Aurora als Geburtsort an, wodurch es auch zu dem Eintrag auf der Sterbeurkunde kam. 1901 starb seine Mutter Emma an Tuberkulose und sein Vater entschloss sich dazu, mit seinen beiden Söhnen Dean und Floyd nach Chicago zu ziehen, wo Verwandte lebten. Sie zogen in das Viertel Kilgubbin in der Chicagoer North Side (auf Goose Island), welches mittlerweile den Spitznamen Little Hell bekommen hatte.
Bereits während seiner Schulzeit begann Dean O’Banion als Zeitungsjunge zu arbeiten und schloss sich bald den Little Hellions an, einer Jugendbande, welche in engem Kontakt mit den Market Streeters stand. Zu dieser Zeit war es üblich, dass Banden eine Art Jugendabteilung unterhielten, deren Mitglieder untergeordnete Aufgaben erledigten, u. a. die Schuld für Verbrechen auf sich nahmen. Die Mitglieder, die sich dabei als geeignet erwiesen, wurden dann später in die Erwachsenen-Gang übernommen.
Vermutlich im Frühjahr 1907 erlitt Dean O’Banion einen Unfall, der ihn zeit seines Lebens beeinträchtigte. Laut eigener Aussage geschah es bei einer zu dieser Zeit üblichen Mutproben, bei der sich Jugendliche auf eine fahrende Straßenbahn warfen und versuchten, sich so lange wie möglich daran festzuhalten. O’Banion verlor jedoch den Halt, stürzte auf die Straße und die zurücksetzende Straßenbahn überfuhr sein linkes Bein, welches nach der notwendigen Operation einige Zentimeter kürzer als sein anderes Bein blieb.

### Einstieg in das kriminelle Leben
Im selben Jahr, also 1907, verließ O’Banion die Schule und begann nur ein Jahr darauf als singender Kellner in McGovern's Saloon and Cabaret zu arbeiten. Er blieb weiter bei den Little Hellions aktiv und wurde zu einem Jackroller – jemand, der Betrunkene ausraubt. Nebenbei lernte er während seiner Zeit bei McGoverns Jimmy „Hot Stove“ Quinn und Eugene Geary kennen, die ihn weiter in die Welt des Verbrechens einführten. Seinen ersten Aufenthalt in der Besserungsanstalt Bridewell hatte er 1909, nachdem er bei einem Einbruch erwischt worden war. 1911 wurde er erneut verurteilt, nachdem er mit einer Waffe aufgegriffen worden war.
Nach seinem zweiten Haftaufenthalt begann O’Banion wieder bei McGoverns zu arbeiten. In dieser Bar lernte er auch Charles „The Ox“ Reiser kennen, einen der besten Safeknacker seiner Zeit. Dieser erkannte das Potential in O’Banion und wurde sein Mentor; spätestens ab 1917 wurde auch O’Banion Safeknacker in der Bande von Reiser. Weitere Mitglieder in dieser Bande sollten später von enormer Bedeutung für O’Banion sein; darunter George „Bugs“ Moran und Hymie Weiss, mit dem sich O’Banion schnell anfreundete. Nur kurz darauf im Jahr 1918 stieß Lodovico di Ambrosio alias Vincent „The Schemer“ Drucci dazu.
Des Weiteren war O’Banion auch für den Chicago Examiner (sowie zuvor den American) tätig, welcher William Randolph Hearst gehörte. Hearst befand sich bereits seit 1910 in einem „Zeitungskrieg“ mit dem Chicago Tribune von Medill McCormick.
Beide Seiten versuchten dabei den Vertrieb ihrer eigenen Zeitung sicherzustellen und gleichzeitig den Verkauf der Konkurrenz – mit Gewalt – zu unterbinden, was in den Jahren zu einigen Todesopfern führte. Diese Gewalt wurde selbst gegen Passanten angewendet, falls diese die gegnerische Zeitung kaufen wollten.
Anfänglich hatte O’Banion eigentlich für den Tribune gearbeitet – er hatte aufgrund seiner Behinderung Musterung und Rekrutierung in die US-Armee umgehen können – wechselte aber bald die Seite, da viele seiner schlagkräftigen Freunde bereits für Hearst unterwegs waren.
Die Auseinandersetzung ebbte erst allmählich mit dem Beginn der Alkoholprohibition ab, der den Schlägergehilfen der Zeitungen lukrativere Einkommensmöglichkeiten boten. Auch Dean O’Banion nutzte schnell diese neuen Möglichkeiten.

### North Side Gang
Mit Beginn der Alkoholprohibition 1919 begann O’Banion zunächst mit Überfällen auf Lastwagen mit Alkoholladungen. Bei seinem ersten Einsatz erbeutete er eine Ladung bestehend aus Grommes and Ulrich Whiskey, welche O’Banion zu seinem jüdischen Freund Nails Morton brachte. Morton wurde später zu einem engen Berater O’Banions und unterstützte diesen bei seinen Ambitionen, eine große Nummer im Alkoholschmuggel zu werden. Über Mortons Kontakte in verschiedene andere Hafenstädte gelang es O’Banion, Transportwege nach Kanada zu organisieren, die ihm den illegalen Alkohol ins Land brachten.
Als O’Banion und Morton ihre Ressourcen vereinten, folgten viele Mitglieder der Reiser-Gang O’Banion, was somit die Geburtsstunde der North Side Gang darstellte. Die neue Gruppe war stark genug, den nördlichen Teil Chicagos zu kontrollieren. Morton riet O’Banion außerdem, eigene Brauereien und Destillerien zu erwerben und sie von Strohmännern betreiben zu lassen. Offiziell stellten diese Firmen Bier mit 0,5 % Alkoholgehalt her, welches weiterhin unter dem Volstead-Gesetz erlaubt war.
Johnny Torrio trat 1920, kurz nach dem Mord an Jim Colosimo, mit einem Plan an O’Banion heran, der vorsah, Chicago unter den verschiedenen Gruppierungen aufzuteilen. In Form eines inoffiziellen Kartells sollte der Alkoholschmuggel organisiert werden, wobei O’Banion seine „North Side“ organisierte und Torrio und seine Verbündeten den Süden Chicagos.
Jede Seite sollte in ihrem Gebiet autonom in ihren Entscheidungen bleiben, über welche Bezugsquellen von Bier und anderen Spirituosen die eigenen Kunden beliefert würden, das Territorium der anderen Seite sollte dabei respektiert, Vergehen dagegen bestraft werden. O’Banion, der den Nutzen in dieser Abmachung erkannte, stimmte dem Plan Torrios zu.
Allerdings beschränkte sich die Nordseite nicht auf dieses neue Geschäftsfeld. Am 1. Juni 1921 wurde Dean O’Banion zusammen mit Hymie Weiss, George Moran und Charles Reiser durch den Polizisten John J. Ryan auf frischer Tat ertappt, als sie gerade einen Safe mit Hilfe von Dynamit öffnen wollten. Nach der Zahlung der Kaution wurde die Gruppe wieder auf freien Fuß gesetzt und konnte wenig später vor Gericht einen Freispruch erzielen. Dieser Freispruch wurde ausgelassen in einer Bar gefeiert und die angetrunkenen Gäste spielten Stunden später mit ihren Waffen die Schlacht von Bunker Hill nach. Die herbeigerufene Polizei fand jedoch keine Beteiligten mehr auf.
Dieses – aus seiner Sicht – undisziplinierte Verhalten in der Öffentlichkeit säte die ersten Zweifel in Johnny Torrio, der derartige Rücksichtslosigkeiten aus seiner Heimatstadt New York City nicht gewohnt war.

### Erste Schwierigkeiten für O’Banion
Das Hauptquartier von O’Banions North Side Gang wurde 1922 ein Blumenladen in der North State Street 738. Der Besitzer Bill Schofield war ein langjähriger Freund von O’Banion und unterhielt eine Kette von Läden in der Stadt. O’Banion und Morton entschieden, sich in den Laden einzukaufen und nutzten diesen außerdem als Treffpunkt für ihre Gruppierung. Allerdings war Dean O’Banion nicht nur oberflächlicher Besitzer des Geschäfts, sondern arbeitete tatsächlich oft in diesem Laden und verdiente sich so legales Geld. Besonders bei Begräbnissen von Mobstern wurde O’Banion eine erste Ansprechstelle der Trauernden.
Erste Probleme für die Chicagoer Alkoholschmuggler begannen 1923, als Bürgermeister William Hale „Big Bill“ Thompson bekannt gab, dass er in diesem Jahr nicht erneut für das Bürgermeisteramt kandidieren würde. „Big Bill“ war selbst ein korrupter Politiker und Alkoholschmuggler, der den kriminellen Banden in Chicago im Prinzip freie Hand ließ. Sein Nachfolger wurde William E. Dever, ein Demokrat, der als eine der ersten Amtshandlungen Charles Fitzmorris als Polizeichef ablöste und ihn durch Morgan A. Collinns ersetzte. Dieser sollte sich für Torrio und alle anderen als nicht korrumpierbarer Polizist erweisen, der gegen die Alkoholschmuggler vorging.
Außerdem wurde die Nordseite durch den Tod von Nails Morton geschwächt. Dieser hatte am 13. Mai 1923 einen Unfall mit seinem neu gekauften Pferd, welches mit ihm durchging. Bei einem Absprung traf das Pferd mit einem Huf Morton am Kopf. Morton wurde von einem Polizisten und einem Passanten ins Krankenhaus gebracht, wo jedoch jegliche Hilfe zu spät kam und Morton seiner Kopfverletzung erlag. Ihm zu Ehren wurde am 15. Mai 1923 eine pompöse Beerdigung ausgerichtet. Nails Morton hatte immer einen mäßigenden Einfluss auf O’Banion ausgeübt und außerdem für den gesellschaftlichen Schliff, wie das Tragen von Smokings, gesorgt.

### Kommende Auseinandersetzungen
Bereits kurz nach dem Tod von Morton stand O’Banion mit den Miller-Brüdern Hirschie, Davy und Maxie im Konflikt, die ursprünglich den Ragens Colts angehörten. O’Banion wollte einfach die Geschäfte seines Partners mit diesen übernehmen, wurde aber von den Brüdern nicht akzeptiert, da er nicht aus der Westseite der Stadt kam, wie Norton.
Ein weiterer Faktor in diesem Konflikt spielte Julius „Yankee“ Schwartz, welcher 1919 nach Chicago gekommen war und von dort an mit den Millers Geschäfte tätigte. Im Laufe der Zeit verschlechterte sich jedoch deren Zusammenarbeit und im Januar 1924 wurde er von den Millers ausgeschlossen, die vermuteten, dass er sie bei einem Alkoholgeschäft hereingelegt hatte und sich weigerte angemessenen Schadensersatz zu leisten. Schwartz näherte sich dem O’Banion-Lager an und nährte somit weiter den Konflikt zwischen O’Banion und den Millers. Höhepunkt dieser Auseinandersetzung sollte der 20. Januar 1924 werden, als bei einem verbalen Konflikt zwischen Maxie und Davy Miller auf der einen Seite und O’Banion, Schwartz und Weiss auf der anderen Seite die Dinge eskalierten und Dean O’Banion Davy Miller mehrere Schüsse in die Magengegend verpasste. Davy Miller überlebte, doch die Medien befürchteten einen weiteren Bandenkrieg (Torrio war zwischendurch mit den West Side O’Donnells in einen blutigen Konflikt geraten) und stempelten von diesem Punkt an O’Banion als Psychopathen ab, der es genoss, anderen Leuten Schmerzen zu bereiten. In seinen eigenen Reihen wuchs jedoch seine Reputation, da er auf diese Weise bewies, persönlich für seine Leute einzustehen. Insbesondere Schwartz war in dem Konflikt von Miller beleidigt worden.
Eine weitere entscheidende Situation sollte im Februar desselben Jahres geschehen, als die Polizei am 21. Februar 1924 die Leiche von John Duffy entdeckte und außerdem in dessen Wohnung Duffys ermordete Ehefrau vorfand. Duffy war ein Verdächtiger in einem Mordfall in Philadelphia gewesen, der in Chicago Zuflucht gesucht hatte und über Schwartz Kontakte mit O’Banion geknüpft hatte. Er bot an, Hirschie Miller für O’Banion zu töten, aber O’Banion ging auf dieses Angebot nicht ein. Dieser entschloss sich daraufhin, Miller ein ähnliches Angebot zu machen, welches ebenso abgelehnt wurde. Trotz alledem wurde Duffy wiederholt in Bars gesehen, wo er mit seinem Vorhaben prahlte und somit ins Visier der North Side Gang geriet. Am 20. Februar brachte er in Trunkenheit seine Ehefrau um und bat seinen Freund William Engelke (der zugleich Zeuge der Tat war) bei der Lösung dieses ungewollten Problems zu helfen. Dieser kontaktierte Julius „Potatoes“ Kaufman, welcher sich sogleich darum kümmerte und seine Kontakte spielen ließ.
An diesem Abend wurde Duffy von Engelke das letzte Mal gesehen; einen Tag später war er tot. Polizeiuntersuchungen verdächtigten schon bald darauf O’Banion als Täter, da er mit Schwartz und Kaufman in Kontakt stand. Die Zeugenaussage von Engelke schien ebenso in diese Richtung zu führen. Doch letztendlich wurde O’Banion von jeglichen Vorwürfen freigesprochen, nachdem bei einer polizeilichen Gegenüberstellung Engelke behauptete, O’Banion niemals gesehen zu haben. Engelke selbst wurde im November zu einer Haftstrafe von 10 Jahren aufgrund der Mittäterschaft bei zwei Morden verurteilt, welche jedoch nur kurz darauf in einem neuen Verfahren herabgesetzt wurde; vermutlich durch Einfluss O’Banions, der sich somit erkenntlich zeigte, dass Engelke geschwiegen hatte.
Die Duffy-Geschichte sollte jedoch für O’Banion eine weitere Nachwirkung haben, da der Mord unmittelbar in der Umgebung des Four Deuces geschah, Capones altem Hauptquartier. Aufgrund dieses Geschehens wurde die Torrio-Capone-Gruppierung von der Polizei verdächtigt, in der Exekutierung eine Rolle zu spielen, was in Torrios Augen unnötige Aufmerksamkeit nach sich zog.

### Cicero und die Gennas
Im März 1924 trat Al Capone an O’Banion mit einem Vorschlag heran. Das Outfit plante, eine Kleinstadt nahe Chicago, Cicero zu übernehmen, um in dieser Stadt einen Zufluchtspunkt zu haben, um weiter Alkoholschmuggel betreiben zu können. Der oberste Politiker der Stadt, Joseph Z. Klenha, bot dem Outfit an, in dieser Stadt ihre Operationen fortführen zu können, wenn sichergestellt sei, dass seine Wiederwahl erfolgreich sein werde. Dazu benötigte die Torrio-Capone-Gruppierung jedoch zusätzliche Einsatzkräfte und trat an die North Side Gang heran, welche auf diesen Vorschlag einging. Im Gegenzug erhielt O’Banion eine Konzession für den Bierverkauf in Cicero sowie einen 15-%-Anteil an den Glücksspieleinnahmen. Kurz darauf verschlechterte sich aber die Beziehung zwischen O’Banion und Torrio. O’Banion gelang es mit seinem besseren alkoholischen Produkt einige West Side Barbesitzer zu bewegen, sich in seinem Territorium in Cicero niederzulassen. Die fehlenden Einnahmen verärgerten jedoch die anderen Chicagoer Gangs, welche sich bei Torrio beschwerten. Ein Vermittlungsversuch Torrios wurde jedoch von O’Banion abgeblockt, der behauptete, dass die Barbesitzer im freien Willen zu ihm gekommen seien und er daher zu nichts verpflichtet sei.
Zur gleichen Zeit begann die Genna-Familie auf das North Side Territorium von O’Banion in Chicago überzugreifen. Mit ihrem (durchaus gefährlichen) selbst produzierten Alkohol gelang es ihnen, den Preis von O’Banions Alkohol massiv zu unterbieten. O’Banion beschwerte sich daraufhin beim „Kartell-Chef“ Torrio, welcher jedoch recht kühl auf diese Forderung reagierte (im Hinterkopf noch immer O’Banions eigene Zurückweisung haltend). Trotzdem versprach er mit den Gennas zu sprechen, was jedoch keine Erfolge zeigte. O’Banion begann eine sizilianische Konspiration von Torrio und den Gennas zu vermuten.

### Die Brauerei Sieben
Im Mai 1924 erhielt O’Banion einen Tipp, dass in einer Brauerei, an der er zusammen mit Torrio Anteile besaß, eine Razzia stattfinden sollte. Kurzerhand entwickelten Weiss und er einen Plan, wie sie Torrio schaden könnten. Torrios treuer Leutnant Capone war in der Zwischenzeit untergetaucht, da er als Verdächtiger in einem Mordfall galt. Dieser Umstand wurde als ideale Situation angesehen, um Torrios Vormachtstellung zu beenden. O’Banion ging zu Torrio mit dem Vorschlag, seine Anteile an der Sieben Brewery zu verkaufen, da er plante, Chicago für immer aus Angst vor den Gennas zu verlassen. Zusätzlich erzählte er Torrio, dass am 19. Mai 1924 – dem Tag der Razzia – eine große Ladung Bier ankommen würde und es gut wäre, wenn Torrio ebenfalls anwesend wäre, um den Wechsel der Besitzerschaften glaubhaft einzuleiten. Erfreut und ohne Verdacht ging Torrio sofort auf das Angebot ein. Am Morgen des 19. Mai wurden Torrio und O’Banion sowie deren Anhänger von der Polizei überrascht. O’Banion ließ sich bereitwillig verhaften, was den Verdacht bei Torrio nährte, dass er hereingelegt worden war, denn O’Banion hatte bei dieser Verhaftung nichts zu erwarten, da es sein erstes Vergehen gegen die Alkoholprohibition war und ihn lediglich eine Geldstrafe erwarten würde. Torrio dagegen musste mit einer Haftstrafe rechnen, da es sein zweites Missachten der Prohibition war; ein Fakt, der bei O’Banion bewusst in die Planung eingeflossen war. Torrio vermutete also Verrat – trotz O’Banions Beteuerungen, nichts von der Razzia gewusst zu haben. Ebenso weigerte sich dieser, die Kaufsumme zurückzuzahlen, die er von Torrio für die Brauerei erhalten hatte. Richtig bewusst wurde Torrio jedoch erst, dass er hintergangen worden war, als O’Banion sein Versprechen, Chicago zu verlassen, nicht einhielt.
Ebenso hatte sich O’Banion mit den Gennas angelegt und ganze Lastwagenladungen voller Alkohol aus deren Besitz gestohlen. Die Gennas forderten deshalb die Exekutierung von O’Banion, die jedoch vorerst durch Mike Merlo, den Präsidenten der Unione Siciliana verhindert wurde, der die Probleme erkannte, welche die Ermordung eines Anführers wie O’Banion in Chicago hervorrufen würde.

### Verhärtete Fronten
O’Banion legte aber ein immer aggressiveres Verhalten gegenüber dem Outfit vor. Die Forderung von Capone, dass ein Geschäftspartner von O’Banion, Jew Bates, von seinem Posten als Manager des Hawthorn Smoke Shop in Cicero abgesetzt werden sollte, wurde sofort von O’Banion zurückgewiesen.
Im Herbst des Jahres 1924 plante O’Banion einen weiteren Schritt in seiner Karriere – er wollte in die Politik gehen. Vielen war bewusst, dass er mit seinen Unterweltkontakten sowie politischer Macht zu einer einflussreichen Person werden würde und nur wenige zweifelten daran, dass er Erfolg haben werde. O’Banion begann seine Sympathien von den Demokraten (die ihn vergeblich umzustimmen versuchten) zu den Republikanern zu wenden, welche bei der anstehenden Wahl Anfang November für O’Banion eine Liste von vielversprechenderen Kandidaten stellten (besonders in Bezug zum Alkoholschmuggel eine gemäßigtere Einstellung). O’Banions Bemühungen wurden am 4. November 1924 von Erfolg gekrönt und es gelang ihm, den 42. und 43. Bezirk Chicagos an die Republikaner zu übergeben. Er war es, der mit seinem Einfluss dieses Ergebnis erreicht hatte und seine Planungen liefen bereits so weit, dass bei der nächsten Wahl sein eigener Name auf dem Wahlzettel stehen würde.
Doch es folgte eine entscheidende weitere Auseinandersetzung, die O’Banions unmittelbares Ende einleiten sollte. Am Abend des 3. November 1924 trafen sich die Anteilseigner des Glücksspielhauses The Ship in Cicero. Zugegen waren – neben O’Banion, Weiss und Drucci – Outfit-Mitglieder wie Al Capone und dessen Bodyguard Frankie Rio. Als Capone erwähnte, dass Angelo Genna einen Schuldschein über 30.000 US-Dollar hinterlassen hatte und dieser aus gutem Willen zerrissen werden sollte, ging O’Banion nicht darauf ein, da ihm ein 15-%-Anteil auf die Gesamtsumme zustand; und forderte per Telefonat von Genna diesen Anteil ein. Dieser Vorfall stellte den Wendepunkt dar und Torrio plante unmittelbar nach Kenntnisnahme dieses Vorfalls mit den Gennas die Ermordung des Anführers der North Side Gang. Außerdem ging es dem an Krebs erkrankten Mike Merlo bereits wesentlich schlechter und die Ärzte hatten ihm seinen Tod prognostiziert. Am 8. November 1924 erlag Merlo seiner Krankheit.

### Das Ende
Am 10. November 1924 betraten Frankie Yale, John Scalise und Albert Anselmi Schofields Blumenladen (738 North State Street). Aufgrund zahlreicher Blumenbestellungen für die anstehende Beerdigung Merlos (u. a. von Yale) begrüßte O’Banion – so die heute verbreitetste Meinung – das Trio unbedacht und schüttelte Yale die Hand, die der nicht mehr losließ. In diesem Augenblick zogen Anselmi und Scalise ihre Achtunddreißiger und töteten den Anführer der North Side mit sechs Schüssen. Fahrer des Fluchtwagens war Mike Genna, der mit seinen Brüdern in die Planungen des Mordes einbezogen worden war. Das Geschehen ging später durch die Medien und als Handshake Murder in die Geschichte ein. Die Zeugenaussage des Angestellten des Blumenladens, William Crutchfield, besagt dagegen, dass O’Banion den Gästen die Hand zur Begrüßung reichte, die tödlichen Schüsse auf O’Banion aber erst etwa 15 Minuten später erfolgten. Das genaue Geschehen konnte Crutchfield jedoch nicht beurteilen, da O’Banion ihn nach der Begrüßung um Privatsphäre mit seinen Kunden bat und die Tür zwischen Verkaufs- und Arbeitsbereich geschlossen wurde.
O’Banions Beerdigung auf dem Mount Carmel Friedhof am 14. November 1924 wurde von einem riesigen Trauerzug begleitet. Vorherige Planungen, die Totenfeier in der Holy Name Cathedral abzuhalten, wurden durch die Kirche verhindert, die für einen Kriminellen solch eine Ehre nicht zulassen wollte. Die Mitglieder der North Side organisierten einen pompösen Sarg und ein Blumenmeer.
Die Polizei hatte zwar unter anderem Frankie Yale aufgegriffen, dieser konnte allerdings ein Alibi nachweisen. Darüber hinaus gab es keine Verurteilung, weil sich entweder Zeugen widersprachen oder diese vor den Geschworenen nicht aussagen wollten.
Nachfolger O’Banions wurde Hymie Weiss, der bei der Leitung der North Side Gang von Vincent „The Schemer“ Drucci und George „Bugs“ Moran unterstützt wurde und in den Folgejahren einen Rachefeldzug gegen das Chicago Outfit startete. Unter anderem waren in dieser folgenden „Vendetta“ Weiss und Moran bei dem versuchten Mordanschlag an Johnny Torrio direkt beteiligt und sorgten somit für dessen Entscheidung, sich aus dem direkten kriminellen Geschehen in Chicago zurückzuziehen und für Al Capone Platz zu machen.

## Film und Fernsehen
- Fernsehserie Boardwalk Empire, 2010–2014, Staffel 3 und 4, dargestellt durch Arron Shiver
- 2017: Darstellung im Film Gangster Land (In the Absence of Good Men) durch Mark Rolston.